# Angelica Ippolito
Angelica Ippolito, née le 8 septembre 1944 à Naples, est une actrice italienne de théâtre, de cinéma et de télévision.

## Biographie
Née à Naples en 1944, Angelica Ippolito est la fille du géologue Felice Ippolito et de l'écrivaine et dramaturge Isabella Quarantotti ; laquelle s'est plus tard remariée à l'acteur Eduardo De Filippo. Angelica Ippolito a étudié à l'Académie nationale d'art dramatique Silvio-D'Amico à Rome et a fait ses débuts d'actrice à la fin des années 1960,. Elle a travaillé dans la compagnie de théâtre d'Eduardo De Filippo. En 1977, elle a remporté un prix spécial David di Donatello pour sa performance dans Oh, Serafina! d'Alberto Lattuada,.

## Vie privée
Angelica Ippolito est la dernière compagne de l'acteur Gian Maria Volonté, décéde en 1994.
Elle a un fils, Cody Franchetti, issu de sa relation avec Andrea Franchetti, un baron sarde,.

## Filmographie partielle
- La sua giornata di gloria d'Edoardo Bruno, (1969)
- Oh, Serafina ! d'Alberto Lattuada, (1976)
- Qui sera tué demain ? (Il Mostro) de Luigi Zampa (1977)
- Un juge en danger  (Io ho paura) de Damiano Damiani (1977)
- Pestalozzis Berg de  Peter von Gunten (de), (1989)
- Tre colonne in cronaca de Carlo Vanzina (1990)
- Guardami de Davide Ferrario (1999)